# Ромео Йозак
Ромео Йозак (хорв. Romeo Jozak, нар. 11 жовтня 1972, Рієка) — хорватський футбольний тренер.

## Кар'єра тренера
Розпочав тренерську кар'єру 2001 року, увійшовши до очолюваного Ілією Лончаревичем тренерського штабу клубу «Динамо» (Загреб).
Протягом 2000-х продовжував співпрацювати з Лончаревичем. Крім загребського «Динамо» був його асистентом у тренерських штабах збірної Лівії та «Осієка»
Протягом 2017–2018 років отримував свій перший досвід самостійної роботи, очолюючи варшавську «Легію», а влітку 2018 року був запрошений очолити тренерський штаб збірної Кувейту, з якою пропрацював до вересня 2019 року.